# 重田光康
重田 光康（しげた みつやす、1965年9月8日 - ）は、鹿児島県徳之島天城町出身の実業家。アメリカ合衆国ロサンゼルスでレストラングループ「新撰組（英語: Shin-Sen-Gumi）」のオーナーを務める。
父は徳之島の闘牛会会長を務めており、幼い頃に牛の世話を父から任されて育った。また、実家は建設業で跡継ぎ候補であった。

## 人物・略歴
1988年に大学の土木科を卒業し、同年に渡米。半年ほど現地の英語学校に通ったが、これといった物も得られず、起業を志し、アルバイトをしながら不動産ライセンスを取得する。しかし、英語力と信用力に欠けていたため不動産の物件売買やリースに必要な清掃業を始める。同時に自身の肩書を増やすために1991年に全米空手大会ミドル級に初出場し、初優勝を果たす。
1992年9月、カリフォルニア州ガーデナで、焼き鳥店「Shin-Sen-Gumi」を開業した。開店直後は苦境も迎えたが、当時は無かった日本食レストランでの年365日無休営業や、正月に餅つきを行うといった施策が受け入れられ繁盛していく。この間、重田は店を商売の場、利益追求の場ではなく、従業員の人間育成の場と考えるようになった。
また、当時は1人のオーナーが複数の店を経営することがありえないとされていたことに反発し、1996年には博多ラーメン店、ちゃんこ鍋店を開業する。
2016年6月23日 故郷である徳之島にて、島民に矢沢永吉徳之島ライブをプレゼントした。